# پدی اورایلی
پدی اورایلی (انگلیسی: Paddy O'Reilly؛ ۱۸۹۸ – ۲۴ سپتامبر ۱۹۷۴) بازیکن فوتبال اهل ایرلند بود.
وی همچنین در تیم ملی فوتبال جمهوری ایرلند بازی کرده‌است.